# Amaranthus cannabinus
Amaranthus cannabinus es una especie de planta herbácea perteneciente a la familia Amaranthaceae.

## Descripción
Es una planta herbácea perennifolia que se encuentra en la mayoría de los estados orientales de Estados Unidos. Alcanza de 1 a 3 m de altura. A menudo se confunde con Amaranthus australis.

## Taxonomía
Amaranthus cannabinus fue descrito por L J.D.Sauer  y publicado en Macdroño 13(1): 11. 1955.
Etimología
Amaranthus: nombre genérico que procede del griego amaranthos, que significa "flor que no se marchita".
cannabinus: epíteto que procede del griego κανναβις, cannabis que significa "parecido al cáñamo".
Sinonimia
- Acnida cannabina L. basónimo
- Acnida cannabina var. concatenata Moq.
- Acnida cannabina var. cuspidata (Bertero ex Spreng.) Moq.
- Acnida cannabina var. lanceolata Moq.
- Acnida cannabina var. salicifolia Moq.
- Acnida elliotii Raf.
- Acnida obtusifolia Raf.
- Acnida rhyssocarpa Spreng.
- Acnida ruscocarpa Willd.
- Acnida salicifolia Raf.
- Amaranthus macrocaulos Poir.[4]